# John H. Russell, Jr.
Pour les articles homonymes, voir Russell.
John Henry Russell, Jr., né le 14 novembre 1872 à Mare Island (Californie) et décédé le 6 mars 1947 à Coronado (Californie), est un major général américain qui fut le 16e commandant du Corps des Marines des États-Unis. Il était le fils de l'amiral John Henry Russell.

## Biographie
Diplômé de l'Académie navale d'Annapolis en juin 1892, il fut nommé au Corps des Marines des États-Unis comme sous-lieutenant le 1er juillet 1894. Il fut  colonel le 26 mars 1917, général de brigade le 1er janvier 1922, major général le 1er septembre 1933, et général en chef le 1er mars 1934.
Il a notamment commandé le détachement des Marines auprès de la légation américaine à Pékin, Chine, du 14 novembre 1910 au 30 avril 1913, pendant la période de troubles politiques que connaissait ce pays.
Après avoir été en poste à Saint-Domingue, République dominicaine, il fut placé d'octobre 1917 à décembre 1918 à la tête de la brigade des Marines qui occupait militairement Haïti (alors qu'il souhaitait participer en France à la Première Guerre mondiale). Il repartit en Haïti en septembre 1919, à la tête de la brigade des Marines.
En février 1922, sur la recommandation de la Commission d'enquête du Sénat américain, le Président des États-Unis Harding le nomma Haut Commissaire en Haïti, avec le rang d'ambassadeur extraordinaire. Il y servit avec efficacité jusqu'en novembre 1930, exerçant un partage du pouvoir avec le président d'Haïti, Louis Borno.
À son retour aux États-Unis, il fut nommé adjoint au major général au siège du commandement du Corps des Marines en février 1933, puis major général, commandant du Corps des Marines à partir du 1er mars 1934 jusqu'à sa retraite, le 1er décembre 1936.